# Émile Boutroux
Émile Boutroux /eˈmil buˈtʁu/, all'anagrafe Étienne Émile Marie Boutroux, (Montrouge, 28 luglio 1845 – Parigi, 23 novembre 1921) è stato un filosofo francese, noto per aver sviluppato la teoria del contingentismo.

## Biografia
Compì gli studi superiori a Parigi e in seguito seguì ad Heidelberg i corsi di Eduard Zeller, storico del pensiero antico. Nel 1874 conseguì il dottorato di ricerca con una tesi divenuta celebre dal titolo La contingenza delle leggi della natura. Ricoprì nel 1877 un incarico di insegnamento nella Scuola Normale di Parigi e poi, nel 1885, ottenne la cattedra di storia della filosofia moderna alla Sorbona. Nel 1902 lasciò l'insegnamento per dirigere la Fondazione Thiers.

## Vita privata
Era il padre del matematico e storico della scienza Pierre Boutroux.

## Il contingentismo e la critica allo scientismo
L'autore compie una critica al positivismo concepito come scientismo, ovvero la fiducia dell'età positivistica nel rigido concatenarsi dei nessi causa - effetto all'interno della struttura della realtà. In base a questa concezione deterministica, libertà e finalità sono totalmente escluse dalle leggi causali. 
Mentre il positivismo sostiene che, nella classificazione delle scienze, l'ordine superiore derivi per evoluzione da quello inferiore, secondo Boutroux l'ordine superiore rappresenta un fatto del tutto nuovo.
Secondo il filosofo, infatti, ha ragione Auguste Comte quando afferma che alcune forme superiori di realtà non possono essere ricondotte a quelle inferiori, perciò per comprenderle bisogna introdurre nuove leggi che non sono valide per i livelli precedenti. Tuttavia, nella classificazione operata da Comte, solo alcune scienze erano relativamente autonome: ad esempio matematica, fisica, astronomia. Boutroux estende il ragionamento a tutte le scienze e compie un tentativo di svuotare di ogni valore oggettivo le leggi scientifiche: ognuna delle scienze fondamentali è come un mondo a sé, totalmente staccato da nessi causali o di evoluzione rispetto agli altri. Esistono infatti tre ordini: chimico - fisico, biologico, psichico ma questi ordini oltre ad avere  qualcosa in comune, esistono anche separatamente, ovvero hanno valori specifici e  separati. Quello che segue è superiore a quello che precede. Nel salto tra ordine chimico - fisico e ordine biologico, Boutroux afferma che è impossibile spiegare qualsiasi fenomeno biologico partendo dalle leggi della chimica e della fisica.
Parlando del salto tra ordine biologico e ordine psicologico, Boutroux afferma l'irriducibilità dell'anima umana alla vita animale. Ogni illusione di fondare le leggi scientifiche sui principi della metafisica e della filosofia fondata sul trascendentale è svuotata di significato. Contro Cartesio, il filosofo afferma che le leggi scientifiche non hanno struttura matematica; contro Kant, egli afferma che non consistono neanche in una struttura a priori necessaria insita nel soggetto. Al contrario, l'uomo si sforza di adattare le cose della realtà attraverso costruzioni simboliche. In particolare, quando le qualità contenute nelle cose vengono ridotte a quantità, a meri valori quantitativi, sorgono le scienze. Ciò è un processo infinito, un sistema aperto che non si conclude mai perché la realtà è molteplice e non può rinchiudersi in un'unità assoluta.
La scienza quindi, perseguendo i fenomeni attraverso le leggi della causalità, si avvolge in una contraddizione in quanto con la causalità tenta di definire un'unità assoluta ai fenomeni stessi, ma questa ricerca è impossibile. Infatti, a  livello logico, se la scienza riuscisse a ridurre tutta la realtà ad una definizione esauriente ed assoluta (ad esempio un'equazione che definisse tutte le leggi fisiche dell'universo), la conoscenza stessa si fermerebbe, la realtà diverrebbe qualcosa di immobile e di fisso, non sarebbe più possibile alcun mutamento, alcuna novità: non avrebbe più senso parlare di effetti che conseguono a determinate cause: ergo, il concetto filosofico stesso di causa perderebbe di significato.
Se esiste una necessità delle leggi scientifiche, essa non può quindi essere assoluta bensì solo negativa, ovvero può soltanto indicare il fatto che è impossibile che una cosa sia diversa da ciò che è. Per queste ragioni, Boutroux decostruisce interamente il concetto di determinismo. Le scienze nella loro varietà e diversità non attuano passaggi l'una all'altra, esse indicano livelli diversi di realtà senza passaggi necessari ed in questo senso sono contingenti.

## Libertà e religione
Boutroux si rifà alle ragioni del cuore di Blaise Pascal nella rivendicazione di un superiore sapere (quello che Pascal stesso chiamava spirito di finezza) contrapposto allo spirito geometrico della filosofia e della scienza moderna. Il contrario del rigido determinismo è quindi il concetto boutrouxiano della libertà come libera spontaneità dell'individualità. In questo senso, la religione rappresenta l'antitesi perfetta alla scienza, come ciò che permette di appronfondire il significato spirituale dell'esistenza. Storicamente, scienza e religione sono sempre state in conflitto, ciononostante rappresentano ambedue esigenze profondamente connaturate all'individuo, in quanto se la scienza esige di sistematizzare la realtà esterna tramite leggi e verifiche continue, la religione coglie invece il significato del reale attraverso la fede e l'amore al di là e al di fuori del sistema meccanicistico.

## Opere

### Edizioni francesi
- De la contingence des lois de la nature, thèse de doctorat soutenue devant la Faculté des lettres de Paris, Paris, Éd. Germer Baillière, coll. «Bibliothèque de philosophie contemporaine», 1874
- De Veritatibus aeternis apud Cartesium  thèse latine, 1874 (traduction par G. Canguilhem : Des Vérités Éternelles Chez Descartes, Paris: Alcan, 1927 ; Paris : Vrin-Reprise, 1985)
- La Grèce vaincue et les premiers stoïciens, 1875
- La Philosophie des Grecs, de E. Zeller, traduction, 1877-1884
- La Monadologie de Leibnitz, 1881
- Socrate, fondateur de la science morale, 1883
- Les Nouveaux Essais, de Leibnitz, 1886
- Questions de morale et d'éducation, 1895
- De l'idée de loi naturelle dans la science et la philosophie contemporaines, 1895
- Études d'histoire de la philosophie : Socrate, Aristote, J. Boehme, Descartes, Kant, etc., Paris, Félix Alcan, coll. «Bibliothèque de philosophie contemporaine», 1897
- Études d'histoire de la philosophie allemande, Paris, Félix Alcan, coll. «Bibliothèque de philosophie contemporaine», 1897
- Du devoir militaire, L'armée à travers les âges, 1899
- Pascal, 1900
- Essais d’histoire de la philosophie, 1901
- La Philosophie de Fichte. Psychologie du mysticisme, 1902
- Science et religion dans la philosophie contemporaine, Flammarion, Bibliothèque de philosophie scientifique, 1908
- William James, 1911
- La Nature et l'Esprit, 1925
- Morale et religion, Flammarion, Bibliothèque de philosophie scientifique, 1925
- Études d'histoire de la philosophie allemande, 1926
- La Philosophie de Kant, 1926
- Des vérités éternelles chez Descartes, Paris, Félix Alcan, coll. «Bibliothèque de philosophie contemporaine», 1927.
- Nouvelles études d'histoire de la philosophie, Félix Alcan, coll. «Bibliothèque de philosophie contemporaine», 1927
- Leçons sur Aristote, 1990

### Edizioni italiane
- La natura e lo spirito e altri saggi, a cura di G. Papini, Bologna 1909
- Dell'idea di legge naturale nella scienza e nella filosofia contemporanea, a cura di E. Liguori Barbieri, Firenze 1925
- Scienza e religione nella filosofia contemporanea, a cura di P. Serini, Milano 1941
- Della contingenza delle leggi della natura, a cura di S. Caramella, Bari 1949